# Augustin Pyramus de Candolle
Augustin Pyramus de Candolle nebo Augustin Pyrame de Candolle (latinizováno jako Augustus-Pyramus Decandolle či Augustinus Pyramus Candolleus; 4. února 1778 Ženeva – 9. září 1841 Ženeva), byl švýcarský botanik. Svými myšlenkami silně ovlivnil i Charlese Darwina.

## Mládí
Ačkoliv Augustin Pyramus de Candolle pocházel ze starého rodu z francouzského regionu Provence, narodil se ve švýcarské Ženevě, kam se uchýlili jeho předci v polovině 16. století pronásledovaní kvůli náboženskému vyznání. I když v mládí byl často nemocný, pilně studoval a ve škole vynikal svými znalostmi v klasické a obecné literatuře a měl talent na vytříbenou poezii. Později začal studovat vědu na universitě v Ženevě, kde vyučoval také J. P. E. Vaucher, který ho podnítil k rozhodnutí dělat botaniku jako hlavní náplň svého života.

## Botanická činnost
V roce 1796 přišel do Paříže. Jeho první práce, Plantarum historia succulentarum (4 díly, 1799) a Astragalogia (1802), upoutaly pozornost Georgese Cuviera, pro kterého pracoval jakou zástupce na College de France v roce 1802, a také si jich všiml Jean-Baptiste Lamarck, který ho později pověřil, aby publikoval 3. vydání díla Flore française (1803–1815). Dílo Principes élémentaires de botanique, které bylo vytištěno jako úvod této práce, obsahovalo první ukázky jeho principů klasifikace, která byla založena na přírodních metodách, oproti umělého systému Linného.
V roce 1804 dosáhl doktorátu na lékařské fakultě v Paříži a publikoval práci Essai sur les propriétés médicales des plantes a brzy na to v roce 1806 dílo Synopsis plantarum in flora Gallica descriptarum. Na žádost francouzské vlády prováděl v letním období následujících 6 let botanický a zemědělský výzkum po celé Francii; výsledky těchto bádání byly publikovány v roce 1813. V roce 1807 byl jmenován profesorem botaniky na lékařské fakultě university v Montpellieru, v roce 1810 přešel na nově vytvořenou katedru věd na této universitě.
V Montpellieru publikoval práci Théorie élémentaire de la botanique (1813) a v roce 1816 odešel zpátky do Ženevy a následujícího roku ho požádala vláda ženevského kantonu, aby obsadil nově vytvořené místo na historii přírodních věd. Zbytek života strávil vylepšováním a dokončováním svého přirozeného systému botanické klasifikace. Výsledky své práce nejdříve publikoval v díle Regni vegetabilis systema naturale, ale v roce 1821 byly dokončeny jen 2 díly. Zjistil, že není v jeho silách dílo dokončit, protože by bylo příliš obsáhlé. Kvůli tomu v roce 1824 začal tvořit méně rozsáhlou práci stejného druhu, Prodromus Systematis Naturalis Regni Vegetabilis, ale byl schopen dokončit jen 7 dílů, dvě třetiny zamýšleného díla. V posledních letech mu příliš nesloužilo zdraví a nakonec v Ženevě zemřel.

## Alphonse de Candolle
Jeho syn, Alphonse Pyrame de Candolle (1806–1893), nastoupil na místo otce a pokračoval v jeho díle. Jméno jeho otce dnes nesou rody Candollea a Candolleodendron.

## Ocenění
V roce 1818 se stal členem akademie Leopoldina, v roce 1820 byl zvolen zahraničním členem Bavorské akademie věd a v roce 1827 členem-korespondentem Pruské akademie věd.
Od roku 1826 byl korespondujícím a od roku 1835 čestným členem Ruské akademie věd v Petrohradě. Královská společnost jej v roce 1833 vyznamenala Královskou medailí.